# Monte Cristo (entreprise)
Pour les articles homonymes, voir Monte Cristo.
Monte Cristo Multimedia était un développeur et distributeur de jeu vidéo français, basé à Paris. L'entreprise fut créée en 1995 par Jean-Marc de Féty, ancien vice-président de Crédit suisse First Boston, et Jean-Christophe Marquis. En redressement judiciaire à partir d'avril 2010, le studio finit par fermer ses portes en mai 2010, après l'échec cuisant de Cities XL. Auto-financé, le jeu avait effectivement nécessité neuf millions d'euros d'investissement pour ne séduire finalement que 100 000 joueurs sur les 300 000 prévus.
Monte Cristo était une société anonyme (SA) à conseil d’administration dont le directeur général était Jérôme Gastaldi. Les administrateurs étaient Sigefi Ventures Gestion, représenté par Guy Bourdon, et Innoven Partenaires.
La société, fortement déficitaire, a été clôturée le 3 novembre 2011.

## Jeux développés et distribués par Monte Cristo
| Date de sortie | Titre                        | Plates-formes          |
| -------------- | ---------------------------- | ---------------------- |
| 1998           | Wall Street Trader 98        | Windows                |
| 1999           | Wall Street Trader 2000      | Windows                |
| 2000           | Wall Street Trader 2001      | Windows                |
| 2000           | Start-up 2000                | Windows                |
| 2001           | Economic War                 | Windows                |
| 2001           | Crazy Factory                | Windows                |
| 2002           | The Partners                 | Windows                |
| 2002           | Factory Mogul                | Windows                |
| 2002           | Micro Commandos              | Windows                |
| 2002           | Dino Island                  | Windows                |
| 2003           | Star Academy                 | PlayStation 2, Windows |
| 2003           | Fire Department              | Windows                |
| 2004           | Medieval Lords               | Windows                |
| 2004           | Fire Department 2            | Windows                |
| 2005           | 7 Sins                       | PlayStation 2, Windows |
| 2006           | Fire Department 3            | Windows                |
| 2006           | City Life                    | Windows                |
| 2006           | Silverfall                   | Windows                |
| 2007           | City Life Deluxe             | Windows                |
| 2007           | KAZooK                       | PSP                    |
| 2008           | Silverfall                   | PSP                    |
| 2008           | City Life : Édition 2008     | Windows                |
| 2008           | Silverfall : Earth Awakening | Windows                |
| 2009           | Cities XL                    | Windows                |

## Jeux distribués par Monte Cristo
- Airline Tycoon (2000) et Airline Tycoon Evolution (2002), développés par la société allemande Spellbound Entertainment[7]
- TV Star (2000), développé par la société suédoise Vision Park AB[8]
- Happy Hour[réf. nécessaire]
- Casino Tycoon (2001), développé par la société américaine Cat Daddy Games, filiale de Take-Two Interactive
- Platoon (2002), Afrika Korps vs. Desert Rats (2004) et D-Day (2004), développés par la société hongroise Digital Reality
- StarPeace (2000), développé par Oceanus Communications[9]
- 1944 : Campagne des Ardennes et Mockba to Berlin[10] (2005), développés par la société allemande INtex